# Eremaeozetes ephippiger
Eremaeozetes ephippiger är en kvalsterart som beskrevs av Balogh 1968. Eremaeozetes ephippiger ingår i släktet Eremaeozetes och familjen Eremaeozetidae. Inga underarter finns listade i Catalogue of Life.